# Bregenz
Bregenz (in alemanno Breagaz) è una città dell'Austria di 29 153 abitanti nell'omonimo distretto, nello Stato federato del Vorarlberg, del quale è capoluogo (il centro maggiore invece è Dornbirn); ha lo status di città capoluogo di distretto (Bezirkshauptstadt).

## Geografia fisica
La città è situata all'estremità orientale del Lago di Costanza, all’incrocio delle vie per la Baviera, la Svevia, la valle del Reno, il Passo dello Spluga e l’Arlbergpass. Si trova su un altopiano che digrada a terrazze verso il lago ai piedi del monte Pfänder.

### Clima
| BREGENZ (1981-2010) | Mesi | Mesi | Mesi | Mesi | Mesi | Mesi | Mesi | Mesi | Mesi | Mesi | Mesi | Mesi | Stagioni | Stagioni | Stagioni | Stagioni | Anno  |
| BREGENZ (1981-2010) | Gen  | Feb  | Mar  | Apr  | Mag  | Giu  | Lug  | Ago  | Set  | Ott  | Nov  | Dic  | Inv      | Pri      | Est      | Aut      | Anno  |
| ------------------- | ---- | ---- | ---- | ---- | ---- | ---- | ---- | ---- | ---- | ---- | ---- | ---- | -------- | -------- | -------- | -------- | ----- |
| T. max. media (°C)  | 3,6  | 5,0  | 9,7  | 14,2 | 18,9 | 21,9 | 24,2 | 23,5 | 19,0 | 14,0 | 8,0  | 4,6  | 4,4      | 14,3     | 23,2     | 13,7     | 13,9  |
| T. min. media (°C)  | −1,6 | −1,1 | 2,3  | 5,4  | 9,9  | 13,0 | 15,0 | 14,7 | 11,4 | 7,7  | 2,6  | −0,3 | −1,0     | 5,9      | 14,2     | 7,2      | 6,6   |
| Precipitazioni (mm) | 71   | 75   | 100  | 114  | 146  | 182  | 191  | 177  | 148  | 105  | 108  | 102  | 248      | 360      | 550      | 361      | 1 519 |

## Storia
I primi insediamenti nell'area risalgono al 1500 a.C. Nel V secolo a.C. i Celti (probabilmente una tribù di Briganti delle Alpi) si insediarono a Brigantion che fu una delle località celtiche maggiormente fortificate. Dopo battaglie sulla terra e sull'acqua, nel 15 a.C., i Romani conquistarono Brigantion e la città divenne un accampamento romano, a cui venne conferito lo status di città col nome di Brigantium, l'odierno Bregenz. Attorno al 50 a.C. fu la sede dell'ammiragliato romano del Lago di Costanza. Nel 259-260 la città romana venne distrutta dagli Alemanni, una popolazione germanica che attorno al 450 si sarebbe insediata nell'area. In epoca romana Feldkirch era attraversata dalla via Spluga, strada consolare che la collegava Mediolanum passando per il passo dello Spluga.
Dal 610 al 612 san Colombano e san Gallo lavorarono come missionari a Bregenz, dove poi sorse un monastero. La leggenda vuole che san Colombano liberasse degli indemoniati facendogli uscire i demoni dal corpo di fronte alla moltitudine: è il cosiddetto "miracolo di Bregenz", raffigurato sul sepolcro del santo nella cripta dell'abbazia di San Colombano.

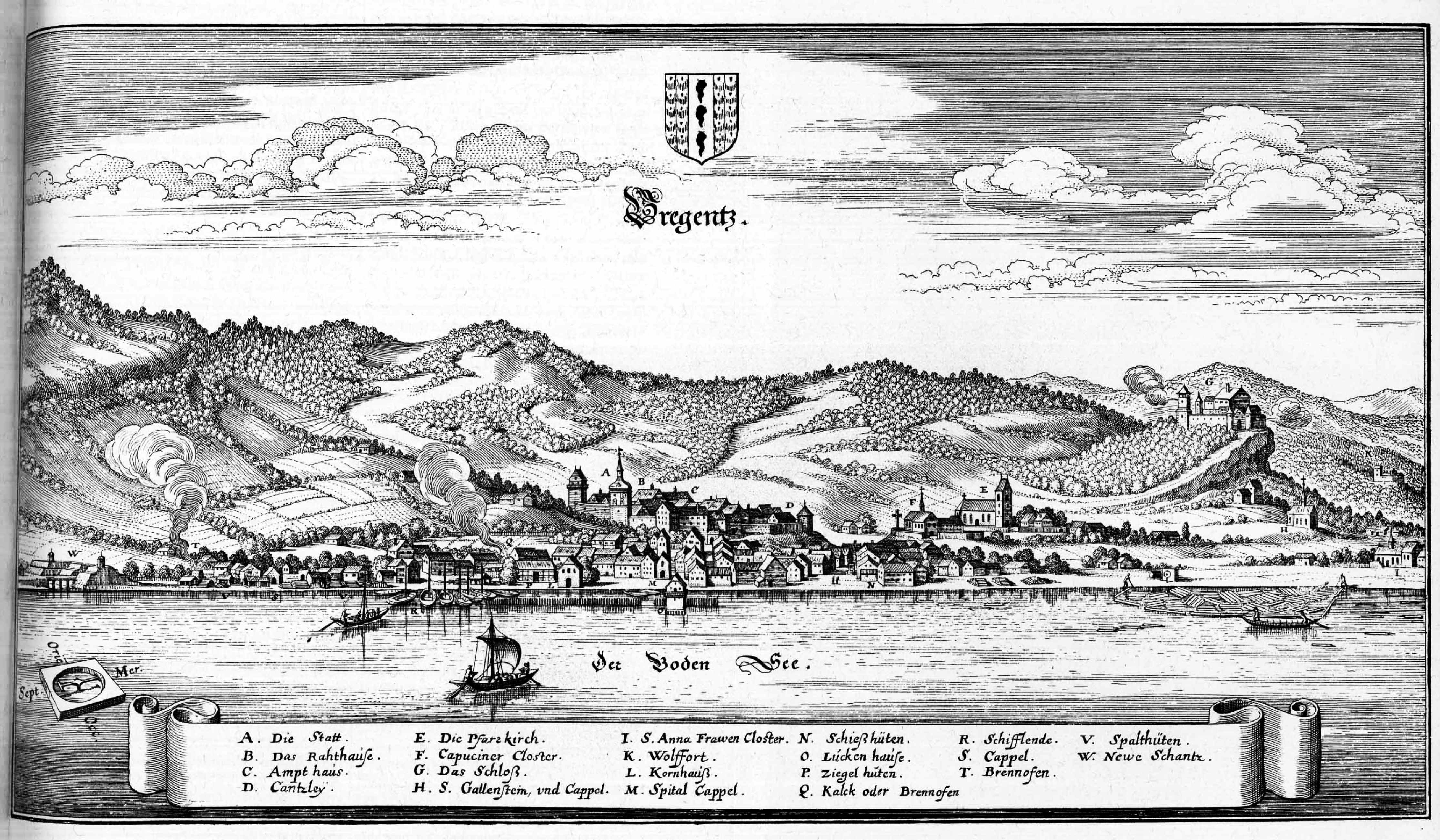
Bregenz nel 1650 circa

Dal 917 il castello di Bregenz servì come residenza degli Udalrichinger (dinastia regnante del Vorarlberg), che si facevano chiamare conti di Bregenz e che si estinsero attorno al 1150. Il figlio di Ulrico VI fu san Gebardo di Costanza, nato nel 947: vescovo di Costanza, è patrono delle donne in gravidanza. Attorno al 1170 Ugo I di Montfort, dalla casa di Tubinga, fondò un insediamento cittadino, la cui prima menzione risale a un documento del 1249; la città si espanse nel XIII e XIV secolo e dal 1650 al 1652. Dal 1726 fu la sede principale dell'amministrazione austriaca del Vorarlberg (Obervogtei, dal 1786 Kreisamt, dal 1861 Landtag, dal 1918 Landeshauptmann).
Venduta nel 1451 e nel 1523 agli Asburgo, fu sotto dominio bavarese dal 1805 al 1814; dal 1842 al 1850 venne costruito il porto, che venne ampliato nel 1883 e nel 1889-1891 e i vaporetti austriaci iniziarono il servizio nel 1884. Con i collegamenti ferroviari costruiti dal 1872 (dal 1884 attraverso il traforo ferroviario dell'Arlberg) la città si estese nella campagna circostante. Nel 1919 Bregenz inglobò il comune soppresso di Rieden e nel 1946 quello di Fluh. Nel 1945, alla fine della seconda guerra mondiale, risultarono distrutte 72 case.

## Monumenti e luoghi d'interesse

### Architetture religiose

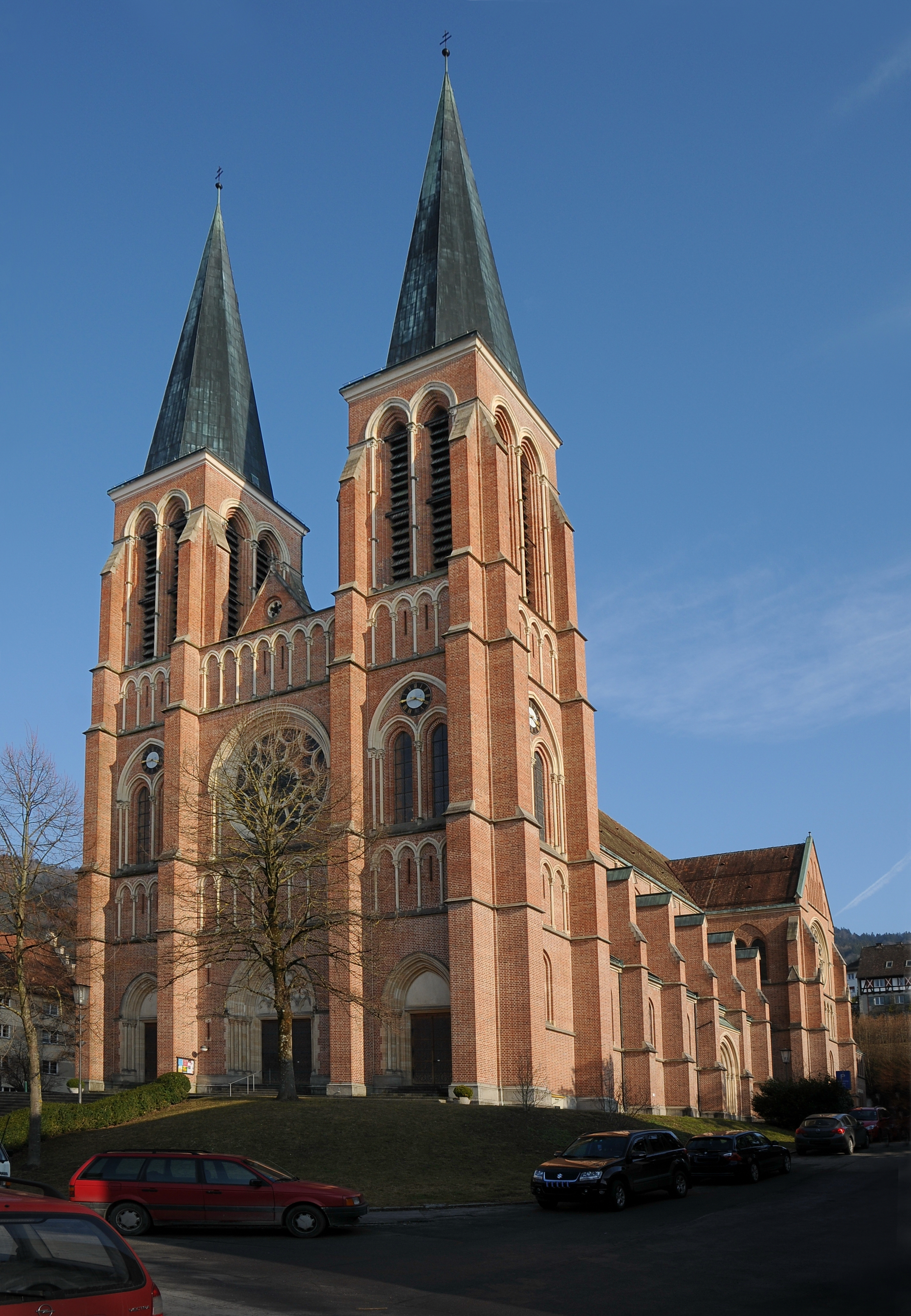
La chiesa parrocchiale del Sacro Cuore di Gesù
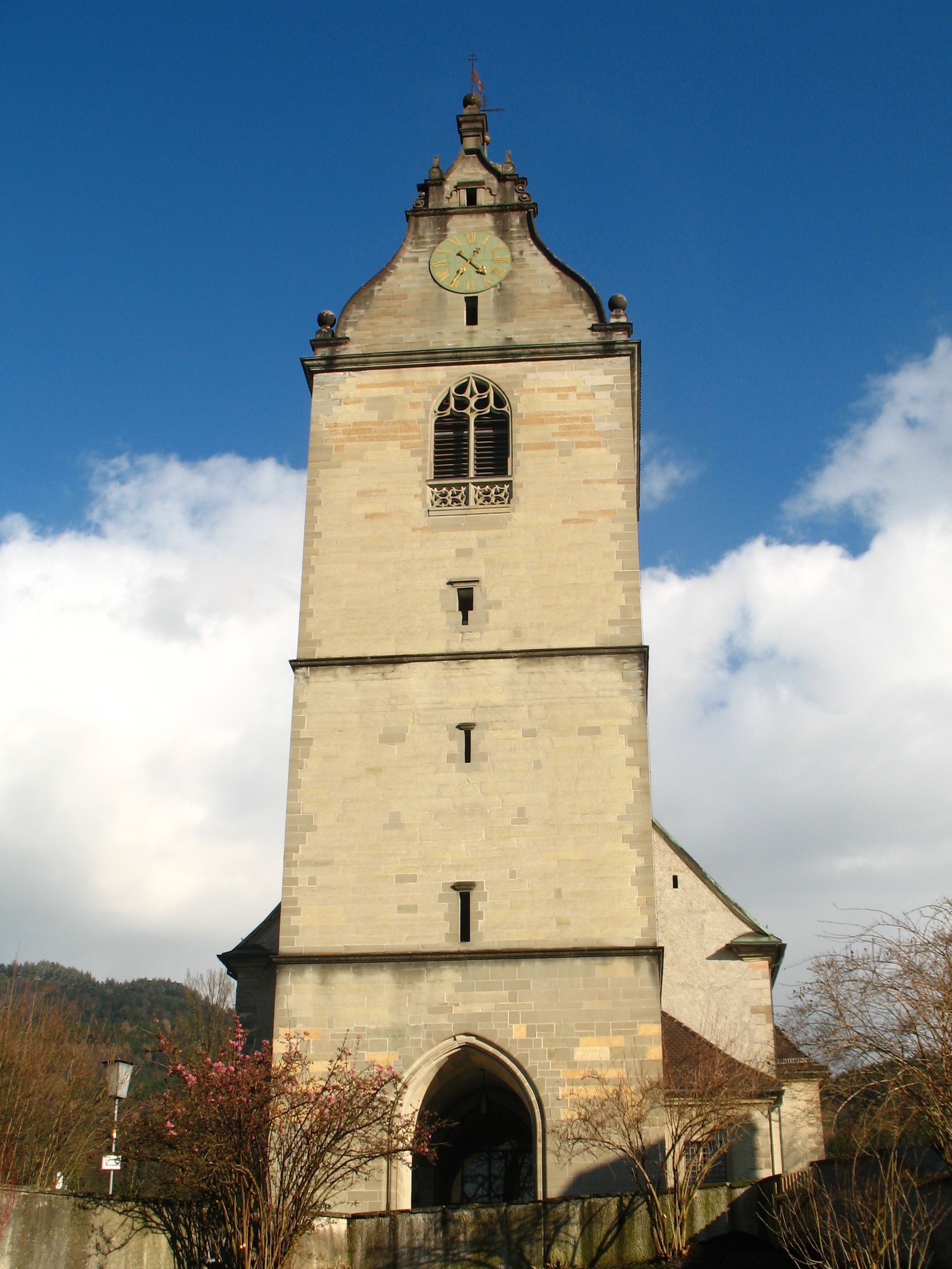
La chiesa parrocchiale di San Gallo
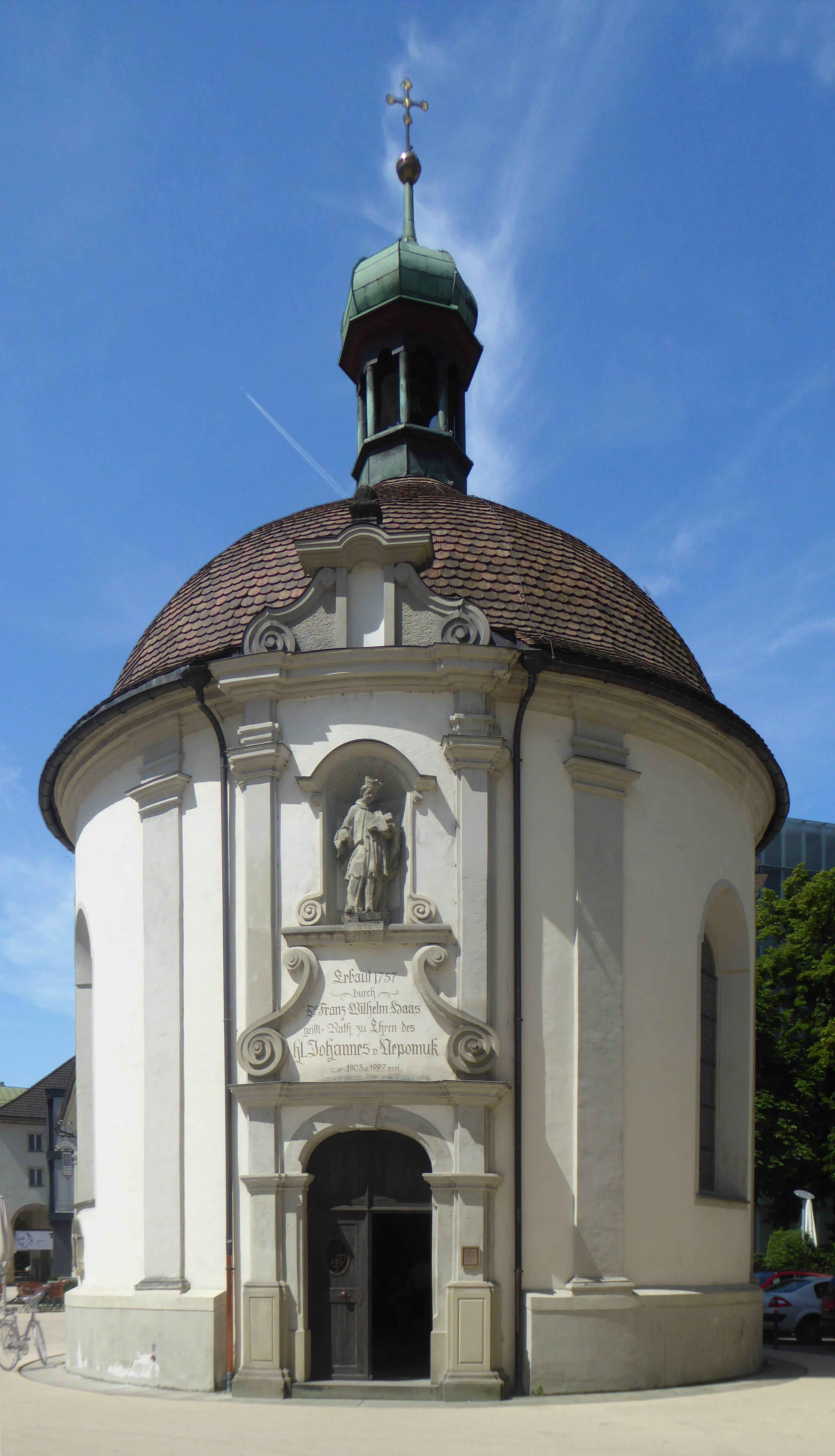
La cappella di San Giovanni Nepomuceno
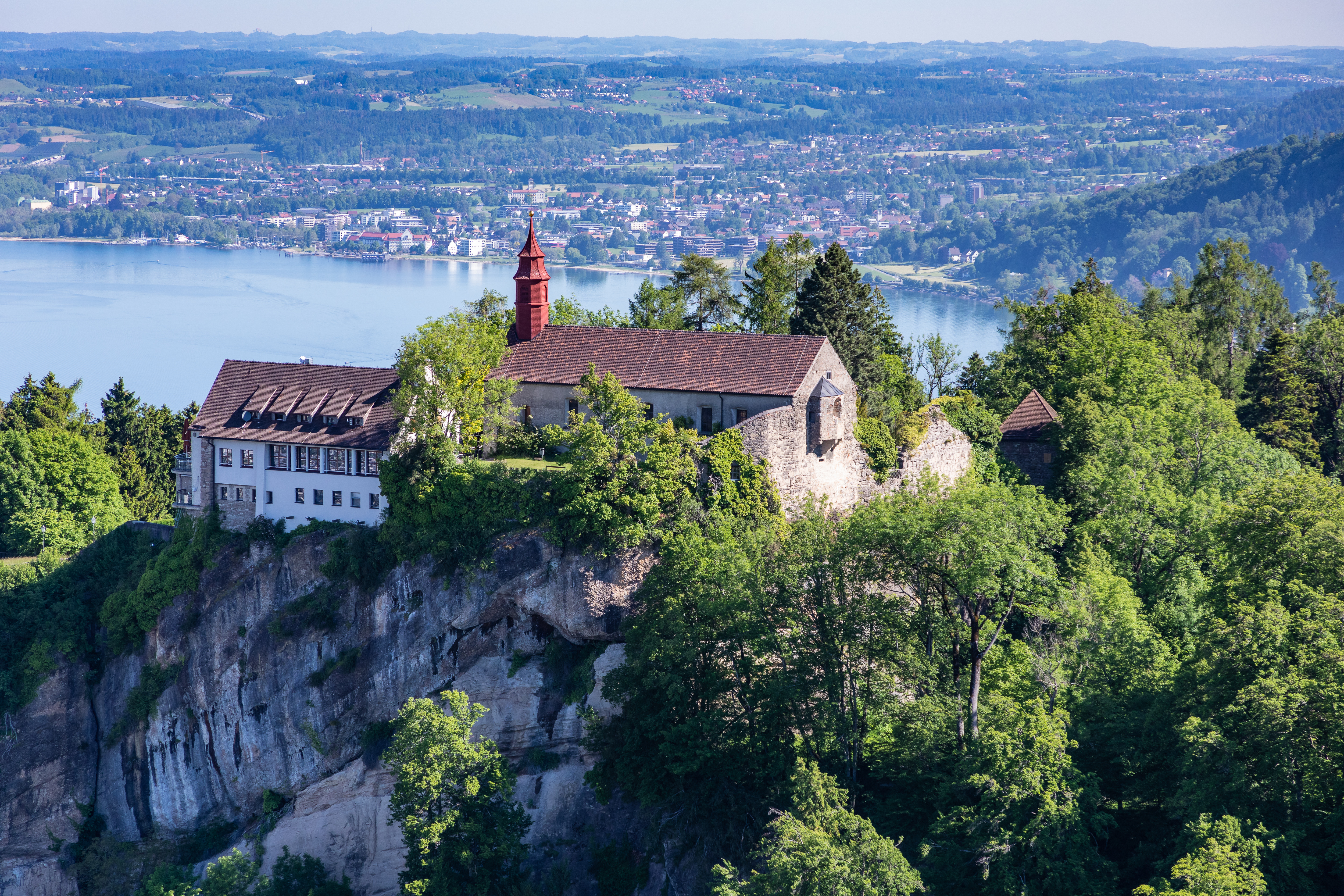
La chiesa di pellegrinaggio sul monte Gebhardsberg

#### Chiese cattoliche
- Chiesa parrocchiale gotica di San Gallo: le fondamenta romane datano a prima del 1380; ricostruita attorno al 1480, dal 1737 al 1738 fu modificata da Franz Anton Beer in stile barocco

- Chiesa parrocchiale del Sacro Cuore di Gesù (1905-1908)

- Chiesa parrocchiale di Maria Hilf (1925-1931) di Clemens Holzmeister, con interni del 1980; nel quartiere di Rieden-Vorkloster: fu costruita come chiesa commemorativa agli eroi caduti nella prima guerra mondiale.

- Chiesa parrocchiale di San Gebardo (1956-1961) a Rieden-Vorkloster

- Chiesa parrocchiale di San Colombano (1962-1966) (1966) è un edificio moderno nella Weidachstraße.

- La chiesa parrocchiale di Bregenz-Fluh a Fluh è anche una chiesa di pellegrinaggio.

- La chiesa del monastero di Mehrerau

- La chiesa dell'ex convento dei Cappuccini del 1636 alla quale venne aggiunta la Josephskapelle nel XVIII secolo.

- La cappella di San Giovanni Nepomuceno fu costruita nel 1757 con l'assistenza di Johann Michael Beer von Bildstein. L'edificio centrale barocco restaurato con cupola ospita un altare maggiore riccamente decorato.

- La cappella sul Gebhardsberg e l'attuale chiesa di pellegrinaggio a San Gebhard e San Giorgio nell'antico castello risalgono a un eremo fondato lì nel 1720. L'edificio attuale fu costruito nel 1791 dopo un incendio. I dipinti con scene della vita del vescovo Gebardo di Costanza risalgono al 1895.[7]

- La cappella di San Martino fu donata dal conte Guglielmo III di Montfort nel 1362 su quello che allora era il piano superiore della Torre di San Martino.

- La Seekapelle fu costruita nel 1445 per commemorare la vittoria sugli Appenzeller e fu ricostruita in stile barocco nel 1698/1699 da Kaspar Held secondo i piani di Christian Thumb ed è dedicata a San Giorgio e alla Madonna. Una caratteristica speciale è l'altare maggiore rinascimentale (1615) di Esaias Gruber dall'ex cappella del castello di Hofen/Lochau.

- La cappella dell'infermeria di Nostra Signora fu donata nel 1400 da Ugo XII. Conte di Montfort per l'infermeria. La cappella gotica fu barocchizzata dal 1744 al 1746.

#### Chiese protestanti
- Chiesa protestante della Sacra Croce (1862-1864): La Kreuzkirche am Ölrain è una chiesa riformata tedesca della città di Bregenz e si trova sul sito di un antico insediamento romano.
- La Chiesa Evangelica Metodista ha sede in una villa di fine secolo e un centro comunitario annesso in Blumenstraße 5.

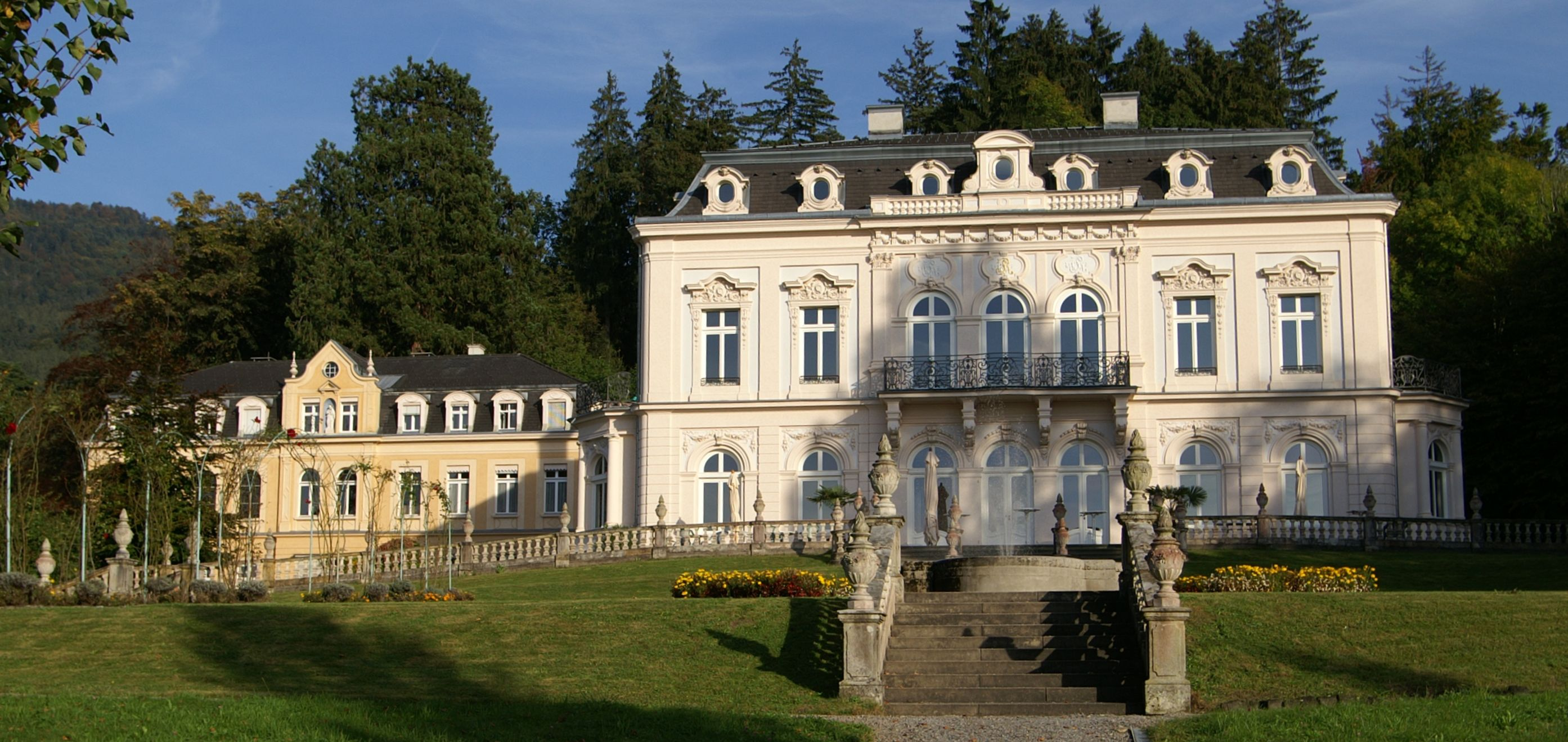
Monastero di Marienberg (Villa Raczyński)

#### Monasteri
- Monastero di Marienberg (Villa Raczyński): Nel 1877, il conte polacco Karol Edward Nalecz-Raczyński fece costruire questa villa sul versante nord-occidentale del monte Gebhardsberg per sua moglie. La villa in stile neobarocco (di Stefan Dragl) corona il paesaggio del parco in leggera salita. Dal 1904, la villa ospita un convento di suore domenicane e una scuola.[8]

- Monastero di Riedenburg: Il monastero fu costruito da Hans Sutter tra il 1862 e il 1865. L'esterno è strutturato da forti contrafforti. La navata e lo stretto transetto hanno un tetto a capanna comune. Oggi, la scuola privata femminile dell'ordine cattolico delle suore della Società del Sacro Cuore di Gesù si trova anch'essa sul terreno della Sacré Coeur di Riedenburg.

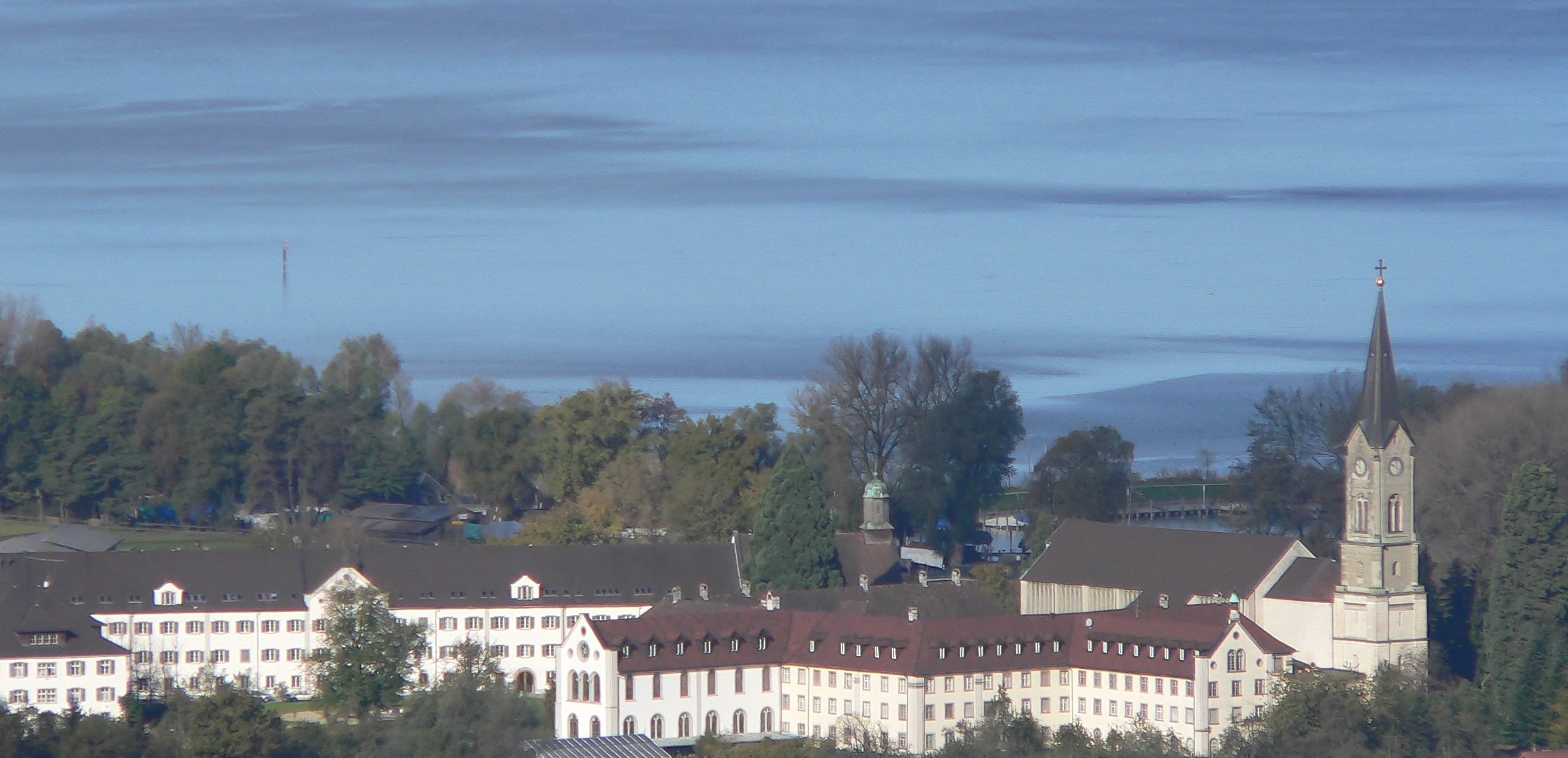
L'abbazia territoriale di Wettingen-Mehrerau

- Chiesa del Convento e Monastero del Sacro Cuore di Gesù a Riedenburg.L'abbazia territoriale di Wettingen-MehrerauAbbazia territoriale di Wettingen-Mehrerau, prima benedettina e dal 1854 cistercense: austero edificio simmetrico del Mehrerau Sanatorium (1922/1923) con la sua loggia a due piani e la scala d'ingresso ad arco di modeste dimensioni anticipa lo stile rappresentativo di Clemens Holzmeister, che più tardi sviluppò per gli edifici governativi di Ankara.

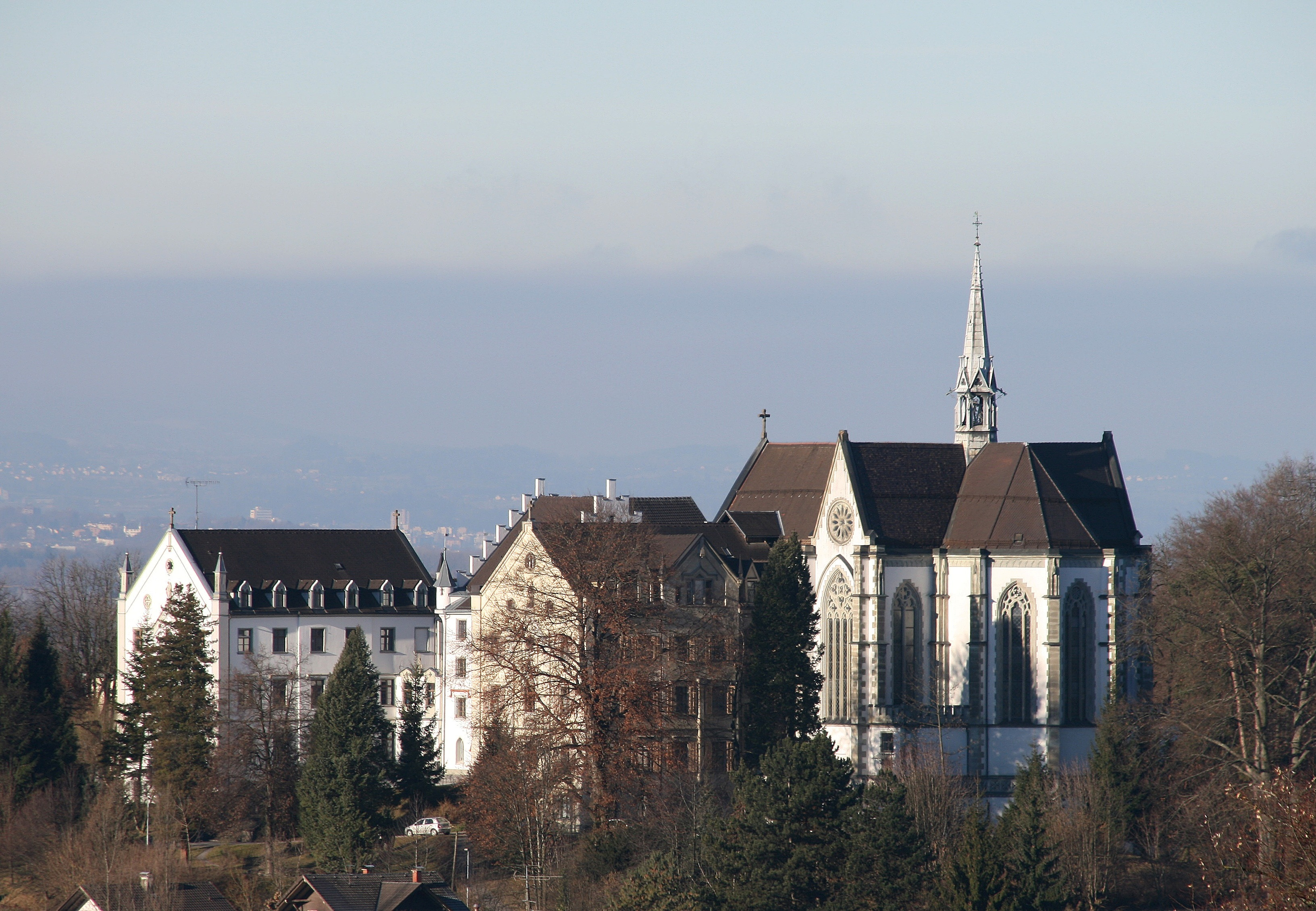
Chiesa del Convento e Monastero del Sacro Cuore di Gesù a Riedenburg.

- Il monastero di Thalbach, precedentemente chiamato anche monastero di Bregenz, è un ex monastero di suore domenicane (prima di quello di suore francescane) nella città di Bregenz nel Vorarlberg, che fu consegnato nel 1983 alla Famiglia spirituale "L'Opera" (in latino Familia spiritualis opus). È un edificio protetto.

### Architetture militari
- Resti del XIII e del XVI secolo
- Mura della città, ancora in piedi
- Torre di Martino. Considerata il punto di riferimento di Bregenz, ha un coro tardo-romano e una cappella con affreschi del 1362. Dal 1599 al 1601 venne aggiunto un piano, con il più grande campanile barocco a forma di bulbo dell'Europa centrale, e ospita il Museo di Storia militare
- Resti della fortezza di Hohenbregenz di Mehrerau, sulla rocca di Gebhardsberg, distrutta dagli svedesi nel 1647

### Architetture civili
- Vecchio Palazzo di Città (1662)
- Nuovo Palazzo di Città costruito nel 1686, con facciata del 1898
- Palais Thurn und Taxis (1848): ospita oggi il Künstlerhaus Bregenz: mostre di arte contemporanea
- Landhaus, costruita dal 1973 al 1982 da Wilhelm Holzbauer
- Ex Kornhausmarkt: costruito tra il 1838 e il 1940 e modificato tre il 1951 e il 1955, ora è sede del teatro
- Kunsthaus Bregenz (1991-1997)
- Ufficio turistico (1994-1998)

## Società

### Evoluzione demografica
Abitanti censiti

La popolazione al 1º gennaio 2019 era di 29 711 abitanti.

## Cultura

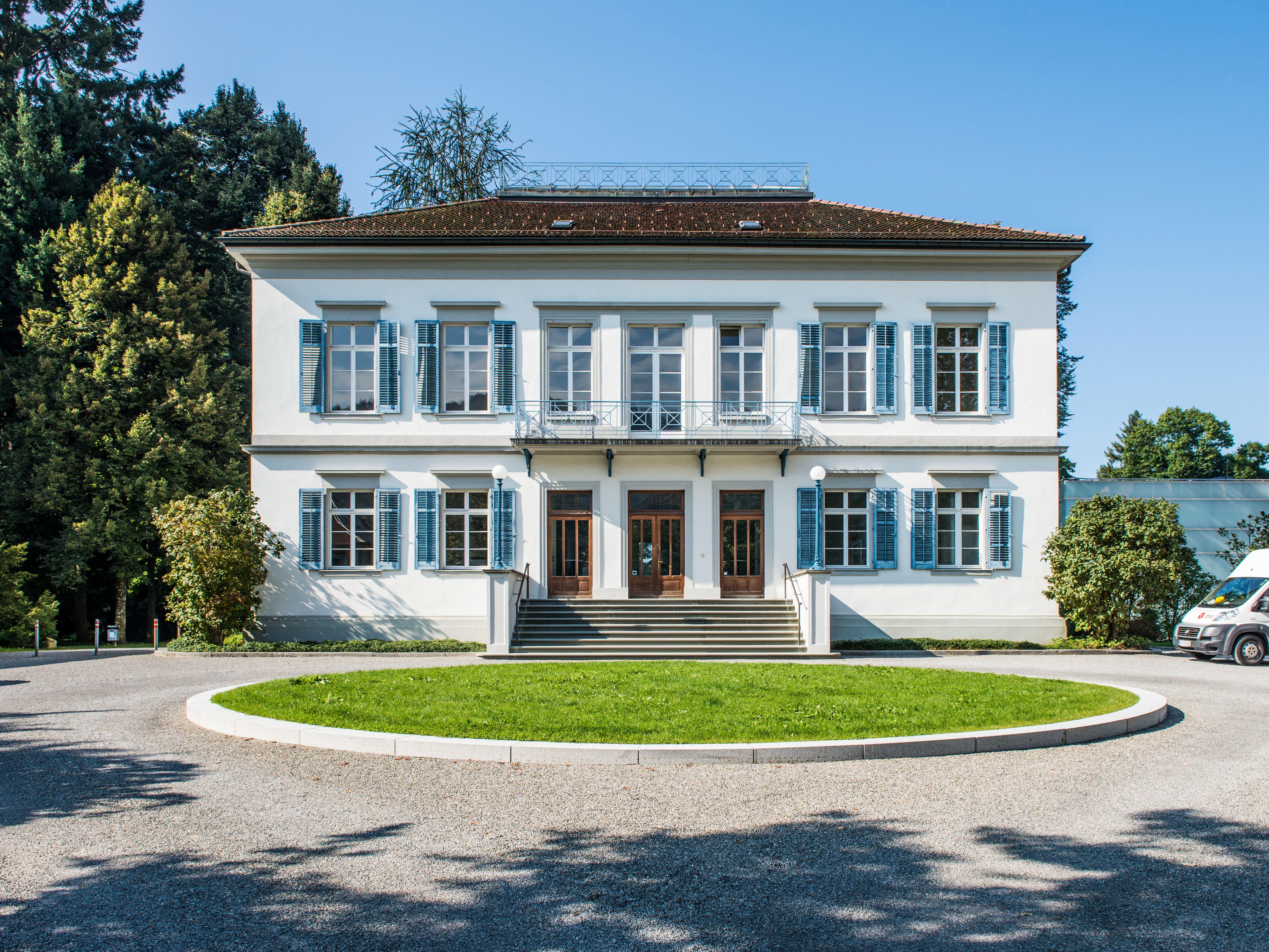
Künstlerhaus Bregenz nel Palais Thurn und Taxis

A Bregenz ci sono quattro scuole secondarie ginnasiali, l'Istituto del commercio (HAK), l'Istituto tecnico (HTL), la Scuola economica secondaria superiore (Höhere Lehranstalt für wirtschaftliche Berufe), tre Berufsschule (scuole vocazionali), l'Istituto dell'artigianato, l'Accademia di Scienze Sociali, una Fachhochschule, una scuola per infermieri. Vi si trovano inoltre gli archivi statali, una biblioteca, il vorarlberg museum, la Kunsthaus Bregenz (centro d'arte moderna), il centro artistico per l'arte contemporanea Künstlerhaus Bregenz, la Heimatwerk (istituzione autonoma che promuove la manifattura di prodotti artigianali tradizionali), diversi quotidiani e il Teatro am Kornmarkt.

### Musica

#### Bregenzer Festspiele
Il Bregenzer Festspiele è un festival culturale di fama internazionale. Il programma cambia ogni due anni e va sempre da luglio ad agosto. Oltre agli spettacoli eseguiti sul palcoscenico del lago, altri concerti e opere vengono offerti nell'adiacente Festspielhaus. Crossculture è un programma dedicato a bambini e ragazzi prima e durante il festival. Il Seebühne è il più grande palcoscenico lacustre del mondo, con una capacità di circa 7.000 spettatori.

#### Festival del jazz
Il Bregenzer Jazz Festival si tiene ogni anno nel cuore della città. L'offerta musicale spazia dal jazz al blues, ma anche al pop e alla musica popolare di tutto il mondo.

#### Bregenzer Frühling (Primavera di Bregenz)
Il Bregenzer Frühling è un festival di danza che dal 1987 si tiene ogni anno tra marzo e maggio al Festspielhaus. Gruppi di danza provenienti da tutto il mondo presentano le loro nuove produzioni. Con un budget di circa 500.000 euro e un pubblico di 10.000 visitatori, il Bregenzer Frühling è uno dei più importanti festival di danza austriaci. L’edizione 2020 del Bregenzer Frühling è stata cancellata a causa della pandemia di COVID-19.

### Teatro

#### Vorarlberger Landestheater (Teatro statale del Vorarlberg)
Situato nel mezzo della Bregenzer Kulturmeile (il miglio culturale di Bregenz), il Vorarlberger Landestheater mette in scena nel Theater am Kornmarkt opere classiche e première mondiali.

#### Teatro Kosmos
È stato fondato nel 1996 da Hubert Dragaschnig e Augustin Jagg nella città di Bregenz. Con le sue produzioni teatrali e gli eventi ad essi annessi quali discussioni, letture, conferenze, colloqui, mostre e concerti, il Teatro KOSMOS mira a incoraggiare il pubblico a riflettere sul valore del teatro contemporaneo, soprattutto in una prospettiva giovanile.

### Musei

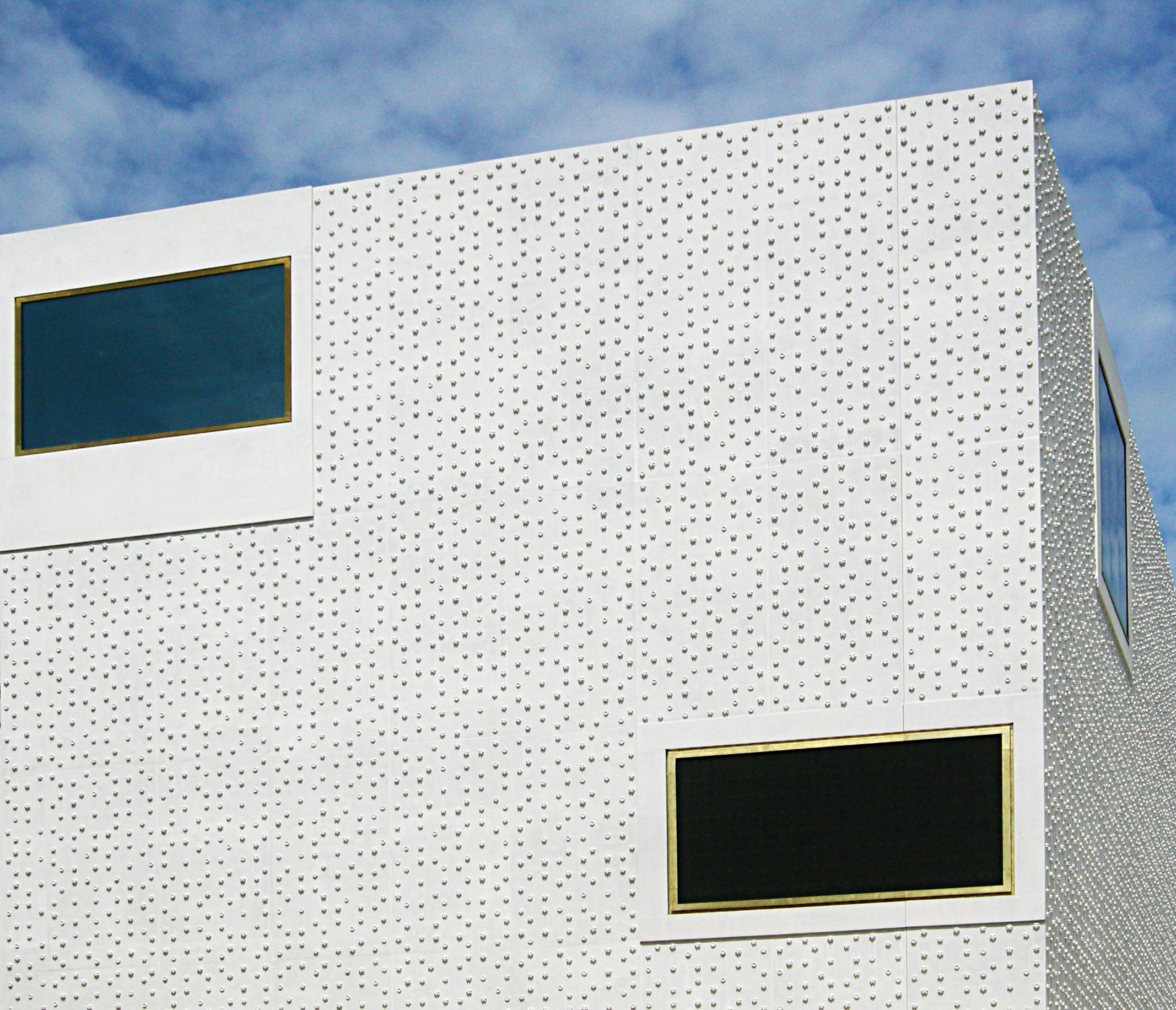
vorarlberg museum

#### vorarlberg museum
Situato nella piazza Kornmarkt, il Vorarlberg museum, fino al 2011 Vorarlberger Landesmuseum, espone collezioni sulla storia romana, la regione, l'arte e la cultura del Vorarlberg, nonché mostre speciali a tema. Nel giugno 2013 è stato inaugurato il nuovo edificio progettato dagli architetti Andreas Cukrowicz e Anton Nachbaur. Le facciate fuse senza soluzione di continuità dall'artista bolzanino Manfred Alois Mayr presentano una struttura fatta di calchi di fondi di bottiglia in PET.

#### Abbazia territoriale di Wettingen-Mehrerau
L'abbazia cistercense di Wettingen-Mehrerau, fondata nel 1094, offre visite guidate dell’abbazia e alle sue biblioteche dove si possono ammirare manoscritti e stampe storiche. È un monastero attivo e offre servizi liturgici, attività spirituali e ritiri.

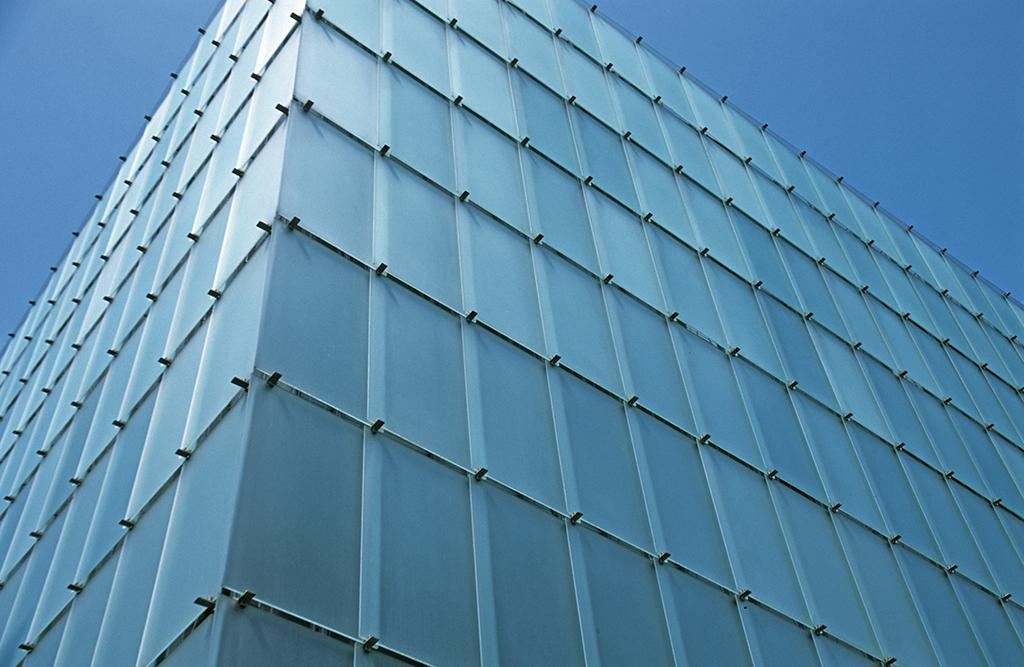
Kunsthaus Bregenz

### Arte contemporanea

#### Kunsthaus Bregenz
Dalla sua apertura nel 1997, la Kunsthaus Bregenz si è imposta come uno dei più importanti musei d'arte contemporanea del mondo di lingua tedesca. Sono esposte opere di artisti famosi come Roy Lichtenstein e Jeff Koons. L'architetto Peter Zumthor ha vinto il premio Mies van der Rohe per l'architettura nel 1998 con il progetto del KUB.

#### Künstlerhaus Bregenz (Palais Thurn und Taxis)
Il Künstlerhaus Palais Thurn und Taxis mostra mostre mutevoli di arte contemporanea di artisti internazionali e austriaci.

#### Magazin 4
Il Magazin 4 è un edificio della municipalità di Bregenz e centro culturale multifunzionale. Ospita gli uffici dell’assessorato alla cultura e altri spazi messi a disposizione per eventi culturali di varia natura.

## Economia
Bregenz è principalmente dominata da piccole imprese del terziario, del commercio e dell'industria (tessile: Wolford AG; accessori in ferro: Julius Blum GmbH; lavorazione del vetro e costruzione di macchinari).
Per il turismo l'attrazione principale sono il Bregenzer Festspiele e gli sport invernali praticati sul monte Pfänder.

## Infrastrutture e trasporti

### Strade
La città è servita dalle strade 190 e 202 e dall'autostrada A14. Tali strade sono parte degli itinerari europei E43 ed E60.

### Ferrovie

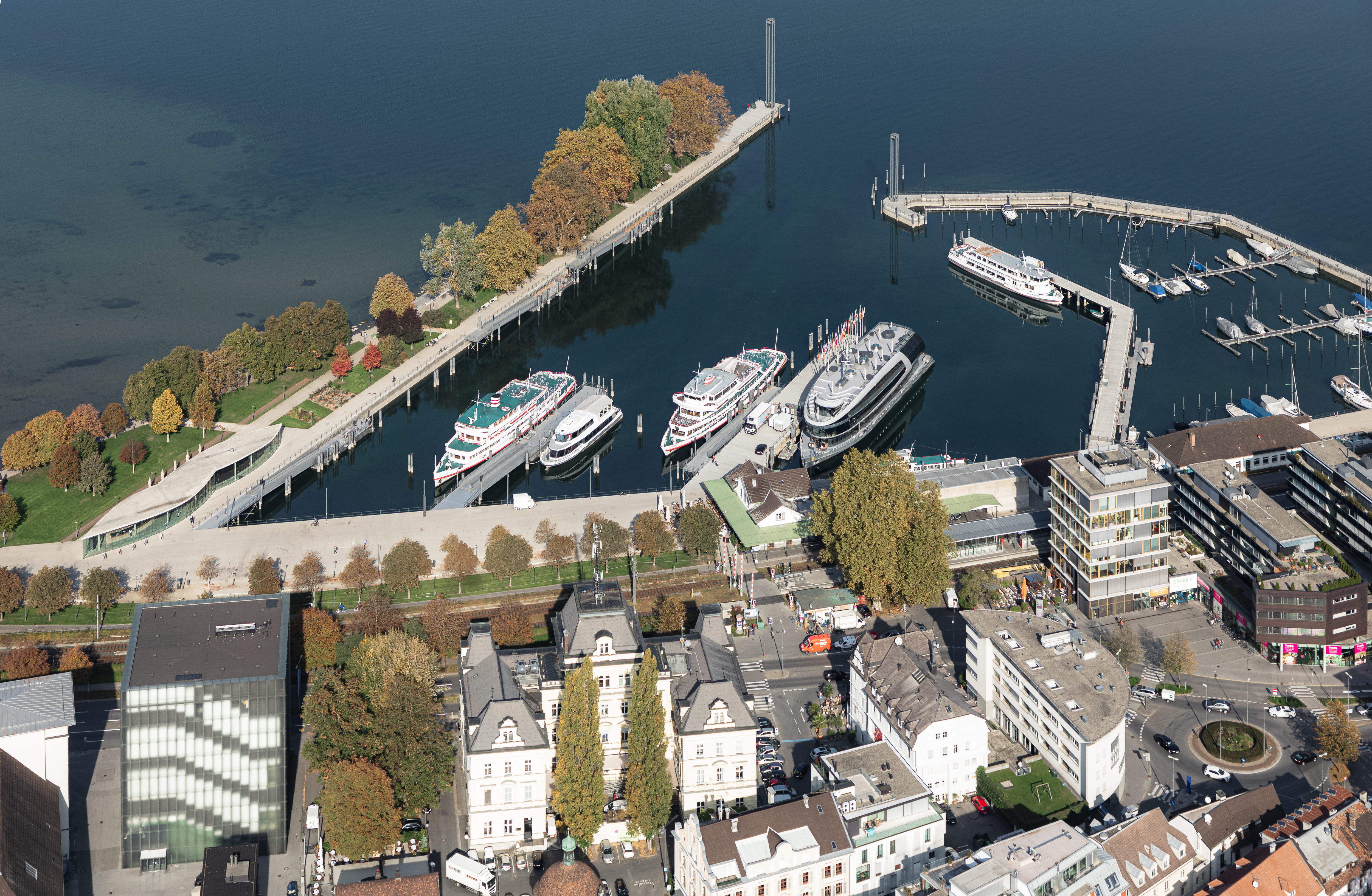
Vista aerea del porto di Bregenz

La stazione di Bregenz, posta sulla linea del Vorarlberg, è la principale della città. Ad essa si aggiungono le stazioni di Bregenz Hafen e di Riedenburg, d'importanza minore.
Le stazioni sono servite dai treni locali della S-Bahn del Vorarlberg.

### Porti
La città è servita dai battelli del lago di Costanza. C'è inoltre un porto per barche a vela e panfili.

### Trasporto acquatico
L'associazione internazionale di trasporto Vereinigte Schifffahrtsunternehmen für den Bodensee und Rhein (VSU), per viaggi di linea, escursioni e viaggi speciali esiste dal 1860/65 e serve il porto di Bregenz.

### Impianti a fune
Vi è una funivia che porta al monte Pfänder.

### Ciclovia

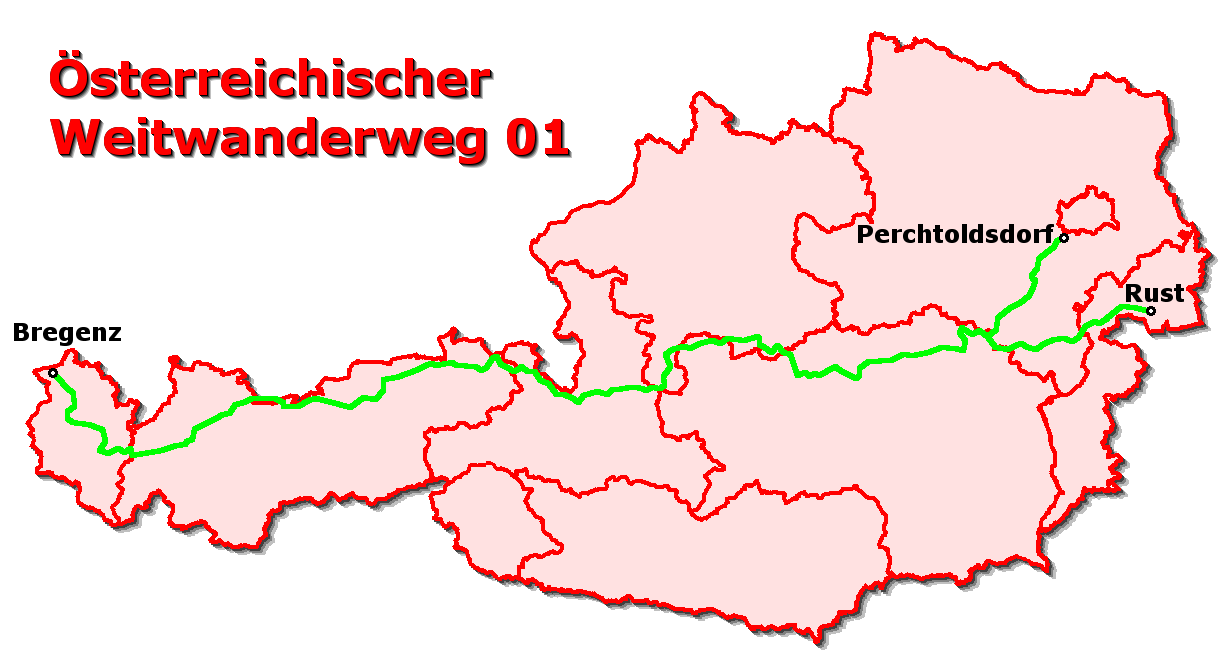

La pista ciclabile Bodensee-Radweg passa anche per Bregenz, snodandosi per lo più intorno al lago vicino alla riva.

### Sentieri escursionistici
Bregenz è il punto finale del sentiero escursionistico Österreichischer Weitwanderweg 01 che parte dal Lago di Neusiedl vicino a Vienna. Anche i sentieri europei E4 ed E5 passano per Bregenz. Inoltre il Cammino da Monaco a Lindau (Münchner Jabosweg) conduce a Bregenz come via di pellegrinaggio. 

### Classifica ambientale
Sulla base della "Classifica delle città europee" (Greenpeace), in cui sono state valutate in termini di qualità dell'aria e del traffico urbano alcune città europee, Greenpeace ha classificato nel 2017 i nove capoluoghi di provincia austriaci.  Una nuova edizione della classifica è stata pubblicata nel 2020. In questa valutazione, la città di Bregenz ha ottenuto il secondo posto con un punteggio di 5,5 punti. La qualità dell'aria, i collegamenti con i trasporti pubblici e la ripartizione modale ecologica (cioè il comportamento di mobilità e la scelta dei mezzi di trasporto) sono determinanti per il buon piazzamento.
Nella classifica sono stati analizzati i seguenti aspetti:
- Scelta della modalità di trasporto: numero di viaggi di passeggeri effettuati a piedi, in bicicletta o con i mezzi pubblici nel rispetto dell'ambiente
- Qualità dell'aria: inquinamento da biossido di azoto e particolato
- Ciclovia: lunghezza della rete ciclabile, numero di stazioni di city bike, numero di incidenti stradali
- Trasporto pubblico: prezzo, copertura temporale e spaziale
- Parcheggi: prezzo dei parcheggi, percentuale di zone di parcheggio a breve termine
- Pedoni: superficie delle aree pedonali e delle zone a traffico limitato, numero di incidenti stradali
- Alternative all'auto: numero di auto elettriche, numero di stazioni di ricarica elettrica, numero di auto in car sharing
- Media: somma dei sette punteggi individuali divisa per sette

## Geografia antropica

### Suddivisione amministrativa
Il comune politico di Bregenz è composto da due distretti (tra parentesi: numero di abitanti al 1º gennaio 2022):
- Bregenz (28.972)
- Fluh (334)

e da tre comuni catastali (superficie al 31 dicembre 2019):
- Bregenz (936,41 ettari)
- Fluh (585,97 ha)
- Rieden (1.400,58 ha; incorporato nel 1919).

A Rieden si trovano i villaggi di Schendlingen, Vorkloster, Feldmoos e Dorf Rieden (qui si trova anche il monastero di Riedenburg).

## Amministrazione
Bregenz è sede del governo regionale (Landtag), di tutte le autorità distrettuali e regionali (ispettorato scolastico, polizia rurale, ecc.), del centro per l'impiego (AMS), della suprema autorità di pubblica sicurezza dello Stato del Vorarlberg, dell'ufficio per la protezione ambientale, dei consolati di Germania, Svizzera, Italia e Turchia, della Camera del Lavoro, dell'Agricoltura, dei Farmacisti, del quartiere generale militare statale, della guarnigione, del principale ospedale del Vorarlberg (Landeskrankenhaus), dell'ente per la salute degli agricoltori e dell'ufficio di assicurazione sociale.

### Gemellaggi
- Acri
- Bangor